# Filip Forejtek
Filip Forejtek (* 3. listopadu 1997) je český alpský lyžař, účastník Zimních olympijských her 2018 v Pchjongčchangu, v Jižní Koreji.
Pochází ze sportovní rodiny. Jeho otec má lyžařskou minulost a nyní[kdy?] předsedá svazovému úseku sjezdařů, jeho bratr je tenista Jonáš Forejtek.

## Sportovní úspěchy
V lednu 2018 se stal mistrem ČR v kombinaci, v juniorské kategorii se blýskl 5. místem ve sjezdu na Mistrovství světa juniorů a získal tak dodatečnou nominaci na ZOH 2018 do Pchjongčchangu. Na olympiádě se Forejtek umístil 31. v obřím slalomu, 34. v super-G a 38. ve sjezdu.
Předtím v roce 2017 obsadil 39. místo (kombinace), 47. místo (sjezd) na Mistrovství světa.